# Doom Shall Rise
Das Doom Shall Rise war ein international anerkanntes Festival für Doom Metal und gelegentlich einiger Subspielarten des Doom Metals.
Das seit dem zweiten Jahr in Göppingen ansässige Festival fand zwischen 2003 und 2013 insgesamt acht Mal statt. Es galt aufgrund der auftretenden Künstler und des familiären Rahmens bei Interpreten und Zuschauern als Veranstaltung mit Kult-Charakter. International renommierte Bands wie Reverend Bizarre, Revelation, Place of Skulls, Count Raven, While Heaven Wept oder Wino traten trotz des kleinen Rahmens im Zuge des zweitägigen Festivals auf. Diverse auf Metal spezialisierte Musikzeitschriften und Webzines widmeten sich mit Berichten, Specials und Nachrufen der Veranstaltung, die als erste ihrer Art gilt.

## Rezeption

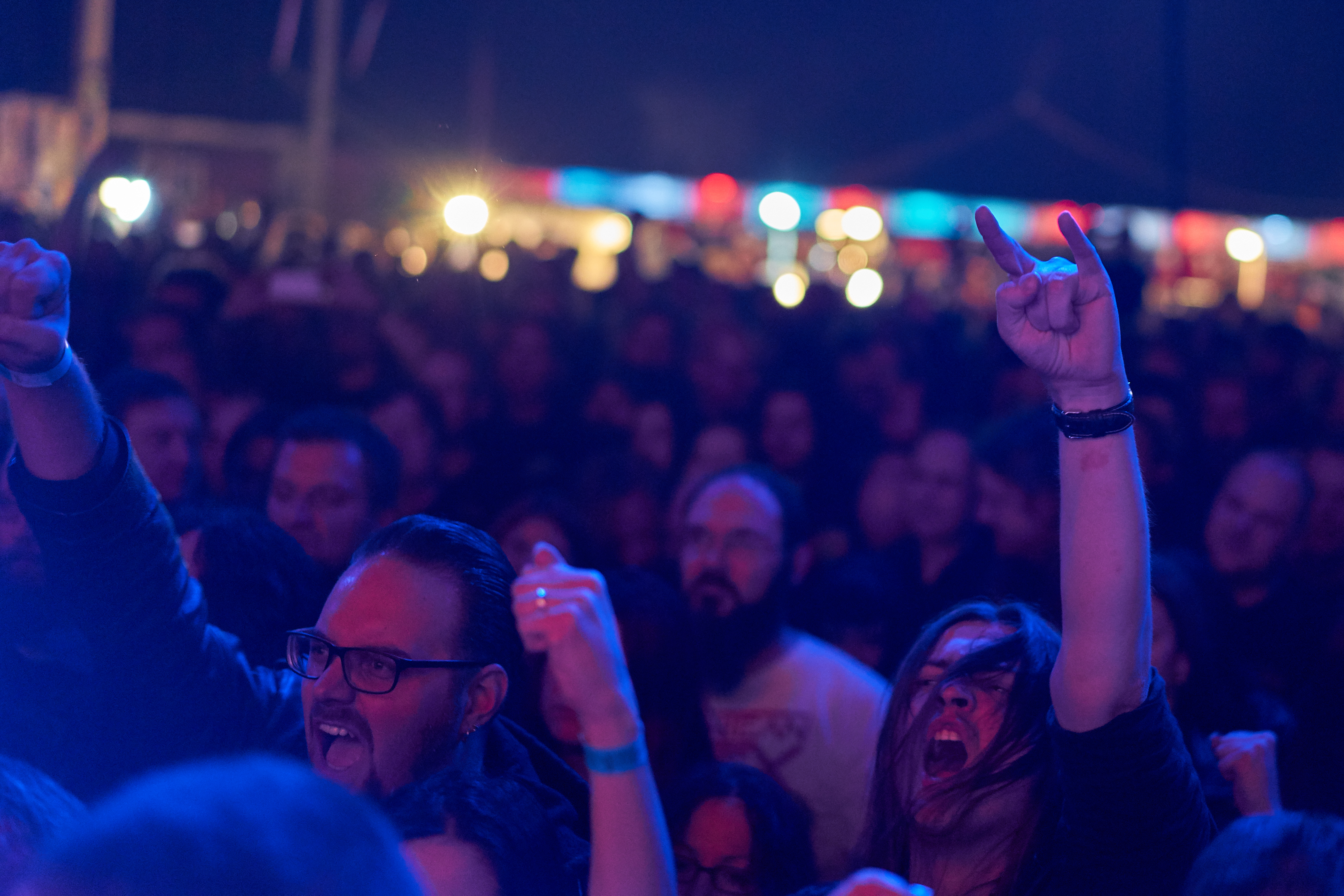
Doom-Metal-Veranstaltungen wie dem Hammer of Doom in Würzburg, hier Publikumsphoto aus dem Jahr 2015, ebnete das Doom Shall Rise den Weg

Seit der Erstauflage wurde das Festival durch Specials des Webzine Vampster begleitet, auch andere Webzines und Musikzeitschriften berichteten über einzelne Veranstaltungen und die aufgetretenen Künstler.
Der Redakteur des Deaf Forever Andreas Stappert bezeichnet die Veranstaltung in seiner Darstellung der internationalen Genre-Historie als legendär. In der gleichen Heft-Ausgabe beschreibt er das Doom Shall Rise als weltweit renommiertes Underground-Festival, welches „Pionierarbeit“ hinsichtlich der Entwicklung der internationalen Doom-Szene geleistet habe. Auch der Sachbuchautor Aleksey Evdokimov bezeichnet in seinem Doom Metal Lexicanum das Festival als eine der ersten und zentralen Veranstaltungen, welche die Entwicklung der Doom-Szene nachhaltig beeinflusst habe. Hierzu vergleicht er das Doom Shall Rise mit dem 2009 erstmals abgehaltenen Malta Doom Metal Fest und dem im Herbst 2003 initiierten und mehr dem Death und Funeral Doom gewidmeten Festival Dutch Doom Days, das damals als Ein-Tages-Festival Dutch Doom Day stattfand. Dabei stünden diese Veranstaltungen für die Verbundenheit und das Engagement der Szene. Spätere Veranstaltungen wie das Hammer of Doom konnten auf dem Erfolg dieser Veranstaltungen aufbauen. Ergänzend beschreibt er das Festival als hoch Respektiert in der globalen Doom-Metal-Szene. Ebenso führt der Pädagoge Christoph Lücker, in seiner Darstellung der Metal-Szene Das Phänomen Heavy Metal: Ein Szene-Porträt, das Festival als Beleg für die Treue und Ergebenheit der Doom-Fans an und zitiert den Mitveranstalter Frank Hellweg, mit der Position, die Musik sei den Organisatoren, Fans und Musikern „heilig“. Gerrit Philipp Mutz von Dawn of Winter unterstreicht im Gespräch mit Wolf-Rüdiger Mühlmann diese Einschätzungen und bestätigt, dass eine vergleichbare Veranstaltung in den 1990er Jahren nicht existierte. Im gleichen Interview bezeichnet er den Veranstalter Jochen Fopp als Mr. Doom.

## Hintergrund und Rahmen

### Grundidee
Frank Hellweg von Well of Souls und Jochen Fopp von Mirror of Deception fabulierten bereits Jahre vor dem ersten Doom Shall Rise von einem auf Doom Metal spezialisierten Festival. Das Ziel des Festivals sei die Etablierung einer jährlichen Veranstaltung gewesen, bei der Newcomer sowie etablierte Bands vorgestellt werden und einige Interpreten zum ersten Mal in Europa auftreten.

„Du siehst Bands, die man nirgendwo anders sehen kann, obwohl sie oft auf Weltklasselevel spielen. Es gibt keine Unterschiede, ob man Musiker ist oder Fan, alles ist ein buntes Miteinander.“

Als wichtige Inspiration bezeichnete Fopp das wirtschaftlich fehlgeschlagene eintägige „Doom in Bloom Fest“, das Mitte der 1990er stattfand. Hellweg und Fopp sprachen während einer gemeinsamen Tournee mit der italienischen Band Thunderstorm über das Festival und entwickelten aus diesem Gespräch die Idee zum Doom Shall Rise.

### Bandauswahl und -vereinbarungen
Der Schwerpunkt des Festivals lag von Beginn weg auf dem traditionellen Doom Metal. Vertreter weiterer Doom-Spielarten wurden sporadisch gebucht, um das Programm aufzulockern. Wesentlich blieb derweil die Doom-Kompatibilität. Auf Auftritte von Vertretern entfernterer Metal-Spielweisen verzichtete das Organisationsteam bewusst, trotz entsprechender Bewerbungen. Ein Teil der gebuchten Gruppen bewarb sich um eine Teilnahme, andere Interpreten wurden über die persönlichen Kontakte der Organisatoren eingeladen. Dabei entschieden Hellweg, Fopp und Astalosch nach ihrem persönlichen Geschmack. Insbesondere Gruppen, die nicht traditionellen Doom Metal präsentierten, stießen beim Publikum im Vorfeld des jeweiligen Festivals auf Widerstand – doch ihre Auftritte erwiesen sich häufig als besonders positives Erlebnis. Die Bands der ersten Festivals brachten sich dem Ansinnen einer familiären Veranstaltung entsprechend ohne Gage ein. Das Organisationsteam übernahm lediglich die Unterbringungskosten der Gruppen. Bei späteren Auflagen des Doom Shall Rise wurde den Headlinern hinzukommend die Anreise finanziert.

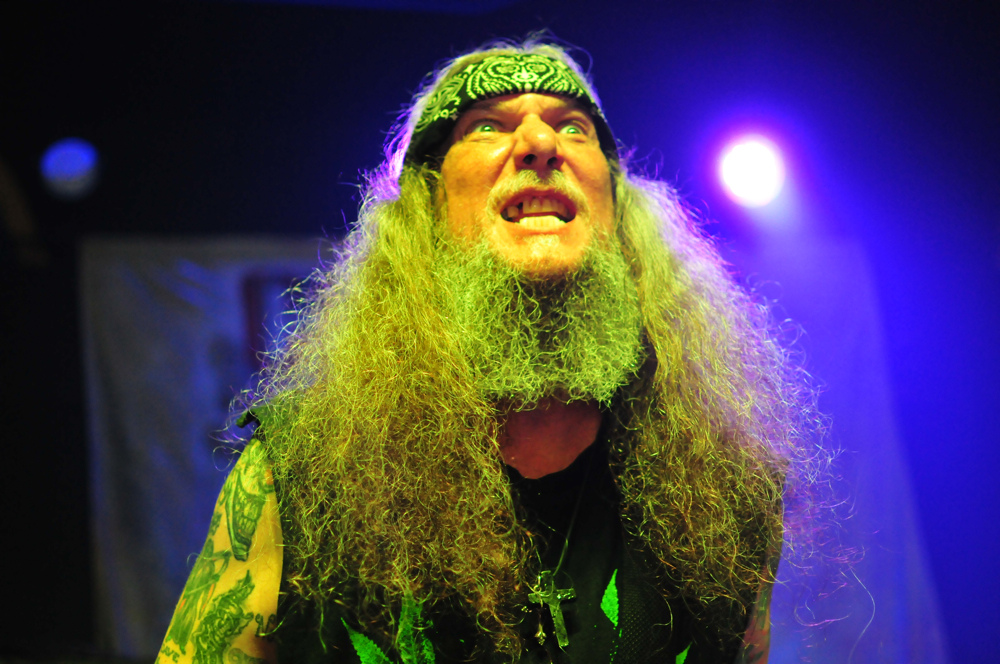
Der Saint-Vitus-Gründer und -Gitarrist Dave Chandler trat zwar nicht mit den populären Saint Vitus beim Doom Shall Rise auf, jedoch 2006 mit Debris Inc.

Vor dem Hintergrund des Ziels eines „Underground-Festivals“ mit familiärer Atmosphäre sprachen sich die Organisatoren gegen Buchungen der erfolgreichsten Gruppen des Doom-Metal-Spektrums aus. Die Mehrkosten, die durch Gruppen wie Candlemass, Trouble, Saint Vitus, Cathedral oder My Dying Bride entstünden, wären bei der angestrebten Veranstaltungsgröße und -atmosphäre nicht zu tragen gewesen. Allerdings traten einige Musiker dieser Gruppen mit anderen Projekten beim Doom Shall Rise in Erscheinung: die Trouble- und Saint-Vitus-Musiker zum Beispiel mit Debris Inc. und Wino, Pentragram-Musiker mit Place of Skulls und In-Graved.

### Publikum, Ort und Termin
Das erste Doom Shall Rise fand im Februar 2003 in einer Turnhalle in Triensbach bei Crailsheim statt und bot 350 Zuschauern Platz. Zum zweiten Festival änderte das Team die Veranstaltungs-Modalitäten. Diese blieben weitestgehend bis zum letzten Doom Shall Rise erhalten und wurden stets mit dem Festival assoziiert.
Als Austragungsort wurde die „Chapel“, eine ehemalige Militärkirche im Stauferpark in Göppingen, akquiriert. Auf die Örtlichkeit wurde in Festivalbesprechungen mehrfach hingewiesen da, so die Rezensenten, die Kirche „natürlich ein mehr als gelungener Ort für Doom Metal ist, und […] nachmittags durch den herrlichen Lichteinfall durch die Kirchenfenster eine ganz spezielle Atmosphäre aufbieten konnte.“ Der Hauptraum hatte einer der vorherigen Nutzung des Gebäudes entsprechende Höhe, bunte Bleiglasfenster, eine verglaste Empore, und bot bis zu 1000 Besuchern Platz. Die einstige Sakristei wurde als Aufenthaltsraum der Musiker genutzt, und die Krypta, welche als Konzertkeller für 250 Personen angelegt war, wurde als Rückzugsraum für das Publikum gestaltet.
Ebenso wurde der Zeitpunkt der Veranstaltung verändert, „[n]achdem einige Gruppen bei der Anreise zur Erstaustragung im Schnee standen, verlegte man das Doomfest vom Februar in den April.“ Als Termin wurde seit dem zweiten Festival ein Freitag sowie ein Samstag im Frühjahr, zumeist im April, gewählt.
Zum ausverkauften zweiten Doom Shall Rise reisten insgesamt 500 Zuschauer aus Deutschland, Belgien, Brasilien, Finnland, Frankreich, Holland, Italien, Schweden, Spanien und Österreich an. Die optionalen 1000 Besucher wurden nie kalkuliert. Nach der ersten Festival-Pause im Jahr 2008 wurde die Zuschauerzahl auf etwa 800 Besucher erhöht. Davon wurden 680 Personen als zahlende Gäste zum sodann ausverkauften Doom Shall Rise zugelassen. Weiter wurde die Zuschauerzahl nicht mehr erhöht. Die Internationalität des Publikums blieb der Veranstaltung vorerst erhalten. Die ersten Veranstaltungen waren meist binnen eines Wochenendes ausverkauft, später verringerte sich der finanzielle Erfolg. Nicht zuletzt die wachsende Konkurrenz im Zuge der sich entwickelnden Kommerzialisierung der Doom-Metal-Szene trug so zum Ende des Doom Shall Rise bei.

### Übernachtung und Verpflegung
Das Festival bot kein eigenständiges Gelände und keine Möglichkeit zum Zelten. Der „Chapel“ genannten Veranstaltungsstätte vorgelagert befand sich ein größeres Areal, das jedoch im Besitz der Stadt Göppingen war und den Veranstaltern nur unter horrenden Bedingungen überlassen worden wäre. Hinzukommend erläuterte Hellweg, dass die Betreuung und abschließende Reinigung des Areals zuzügliches Personal, beziehungsweise weitere Zeit des bestehenden eingebundenen Personals, gebunden hätte. Beide Faktoren verhinderten ein eigenes Campingareal, wodurch Festival-Gäste Hotels und Pensionen buchen mussten.
Für die Verpflegung während des Festivals zeichneten die Betreiber des Veranstaltungsortes verantwortlich. Die ehemalige Krypta im Keller der „Chapel“ wurde neben dem obligatorischen Ausschank im Veranstaltungssaal als Café und Bar betrieben. Dort wurden Essen und Getränke an die Gäste verkauft. Ergänzend wurde der Beginn des zweiten Veranstaltungstages auf den Nachmittag gelegt, wodurch Gäste Zeit zur Selbstversorgung besaßen.

## Geschichte

### Findungsprozess – Doom Shall Rise I und II
Gemeinsam mit dem damaligen Inhaber der Rockkneipe Die Eiche Roman Astalosch bildeten sie das Organisationsteam des ersten Festivals. Während Hellweg und Fopp aus ihrer eigenen Musikerlaufbahn den Kontakt zu Musikgruppen besaßen, verfügte Astalosch mit Die Eiche über eine angemessen erscheinende Räumlichkeit und eine regionale Vernetzung. Da „Die Eiche“ bei Beginn des Vorverkaufs als Räumlichkeit bald zu klein erschien, änderte das Team den Ort und wich auf eine nahegelegene Sporthalle aus. Binnen zwei Tagen war das Festival ausverkauft. Das Team buchte ein Hotel für die auftretenden Künstler sowie eine Tournee für die angereisten Revelation, Reverend Bizarre gemeinsam mit Mirror of Deception um die Kosten zu reduzieren. Fünf Monate vor dem geplanten Festival wurden in einem Special im Webzine Vampster ab Oktober 2002 viele der vorgesehenen Künstler vorgestellt.

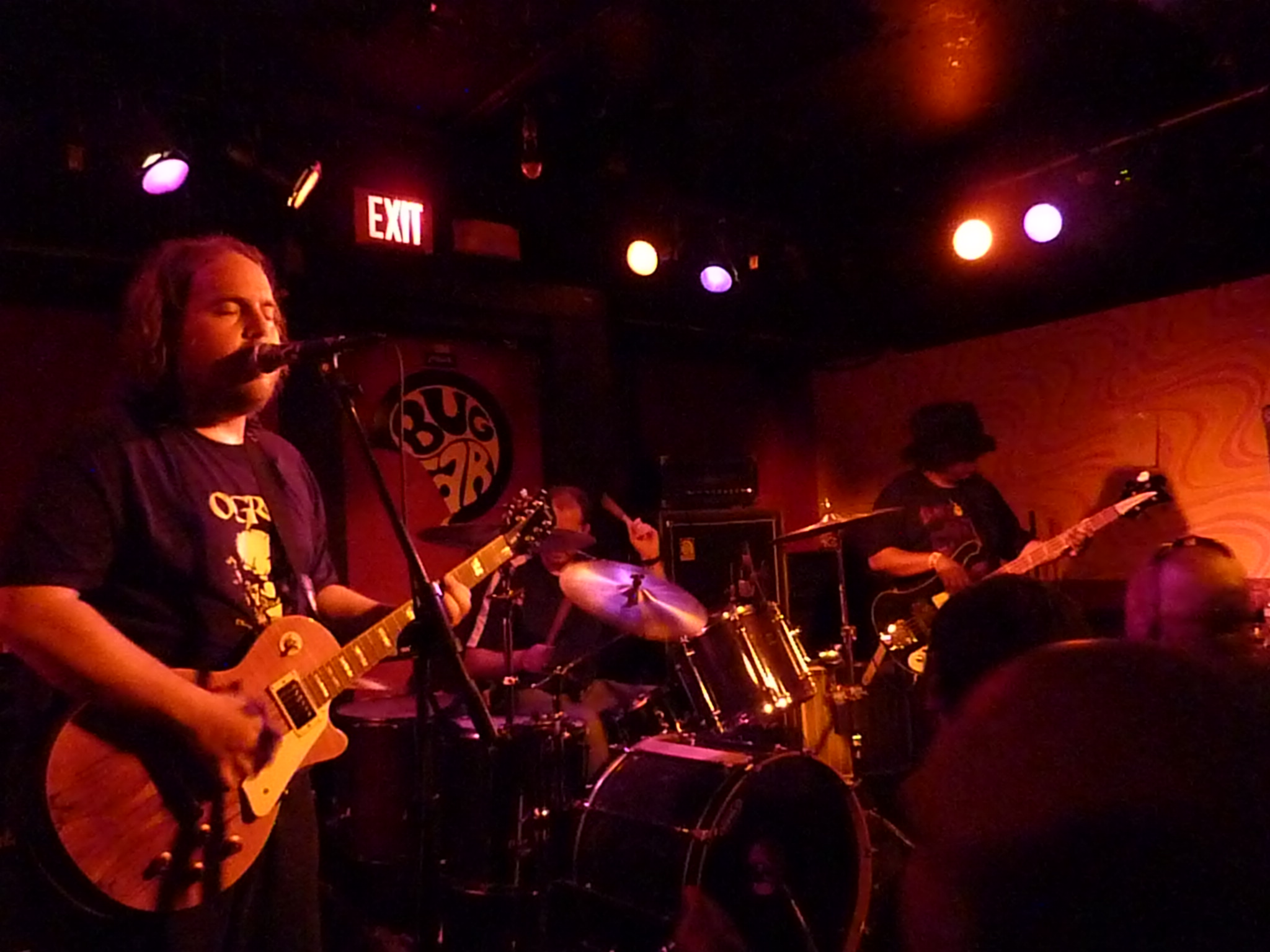
Die amerikanische Band Revelation, hier Live in New York 2010, trat als Headliner des ersten Doom Shall Rise auf

Das Festival fand am Freitag, den 7., und Samstag, den 8. Februar 2003, statt. Neben international renommierten Szenegrößen wie den maltesischen Forsaken, den italienischen Thunderstorm, den finnischen Reverend Bizarre und den amerikanischen Revelation traten Hellweg mit Well of Souls und Fopp von mit Mirror of Deception vor etwa 350 Zuschauern auf. Im Nachgang wurde die Veranstaltung als europaweit, manchen Berichten zur Folge sogar weltweit, erstes reines Doom-Metal-Festival seiner Art gerühmt und mitverantwortlich für den Erfolg des Genres im Verlauf der 2000er Jahre gemacht. Mehrere Webzines besprachen und lobten das Festival. Trotz der positiven Resonanz bezeichnete Hellweg die Veranstaltung als wirtschaftliches Verlustgeschäft. Aufgrund der positiven Reaktionen entschied sich das Team dennoch für eine Fortführung.

„Das wir jetzt weitermachen sehe ich fast als logische Reaktion auf das DSR1. Wenn so ein Event so begeistert angenommen wird, wäre es fast schon unfair es nicht fortzuführen!“

Das zweite Festival fand unter veränderten Bedingungen statt. Der Termin wurde in den April verlegt, und als Austragungsstätte konnte mit der „Chapel“ eine ausgediente, großräumige Militärkirche in Göppingen gewonnen werden. Am Freitag, den 2., und Samstag, den 3. April 2004, fand das zweite Doom Shall Rise mit international bekannten Gruppen wie den irischen Mourning Beloveth, den schwedischen Count Raven und den amerikanischen While Heaven Wept statt. Das Organisationsteam war zum zweiten Festival darum bemüht „etwas Abwechslung“ in die Auswahl der Gruppen zu bringen, nachdem das erste Festival von traditionellen Doom-Gruppen geprägt wurde. Entsprechend traten mit Drecksau, Spancer und Thee Plague of Gentlemen drei Sludge- mit Pantheist eine Funeral- und mit Mourning Beloveth eine Death Doom Band neben den Gruppen des Epic und des traditionellen Doom Metals auf. Entgegen der Erwartungshaltung des Publikums traten Well of Souls und Mirror of Deception nicht beim zweiten Doom Shall Rise auf. Hellweg begründete die Entscheidung gegen den eigenen Auftritt mit der Möglichkeit anderen Gruppen keinen Platz nehmen zu wollen.

### Fortführung mit bestehendem Konzept – Doom Shall Rise III bis V
Bis zum fünften Doom Shall Rise blieb die Konstellation aus Publikumsgröße, Veranstaltungsort, ungefährer Termin und Bandauswahl beständig. Die Festivals fanden am 15. und 16. April 2005, am 31. März und 1. April 2006 sowie am 27. und 28. April 2007 statt. Als Hauptaugenmerk behielt die Veranstaltung den traditionelle Doom Metal sowie den Epic Doom bei. Die Organisatoren banden jedoch weiterhin Gruppen angrenzender Musikstile ein. Mit den niederländischen Bunkur trat 2006 erstmals ein Drone-Doom-Interpret beim Doom Shall Rise auf. Als weitere Besonderheit, die mitunter arg kritisiert wurde erwies sich der Auftritt der für das vierte Doom Shall Rise gebuchten Gruppe Solitude Aeturnus. Diese musste ohne ihren Sänger Robert Lowe, der aufgrund eines Einreiseverbots nicht auftreten konnte, mit Gastsängern der anwesenden Bands agieren. Während der Gitarrist John Perez selbst drei Lieder sang, wurden die Sänger von Dantesco, Doomshine und Dawn of Winter für die verbleibenden Lieder hinzugezogen.

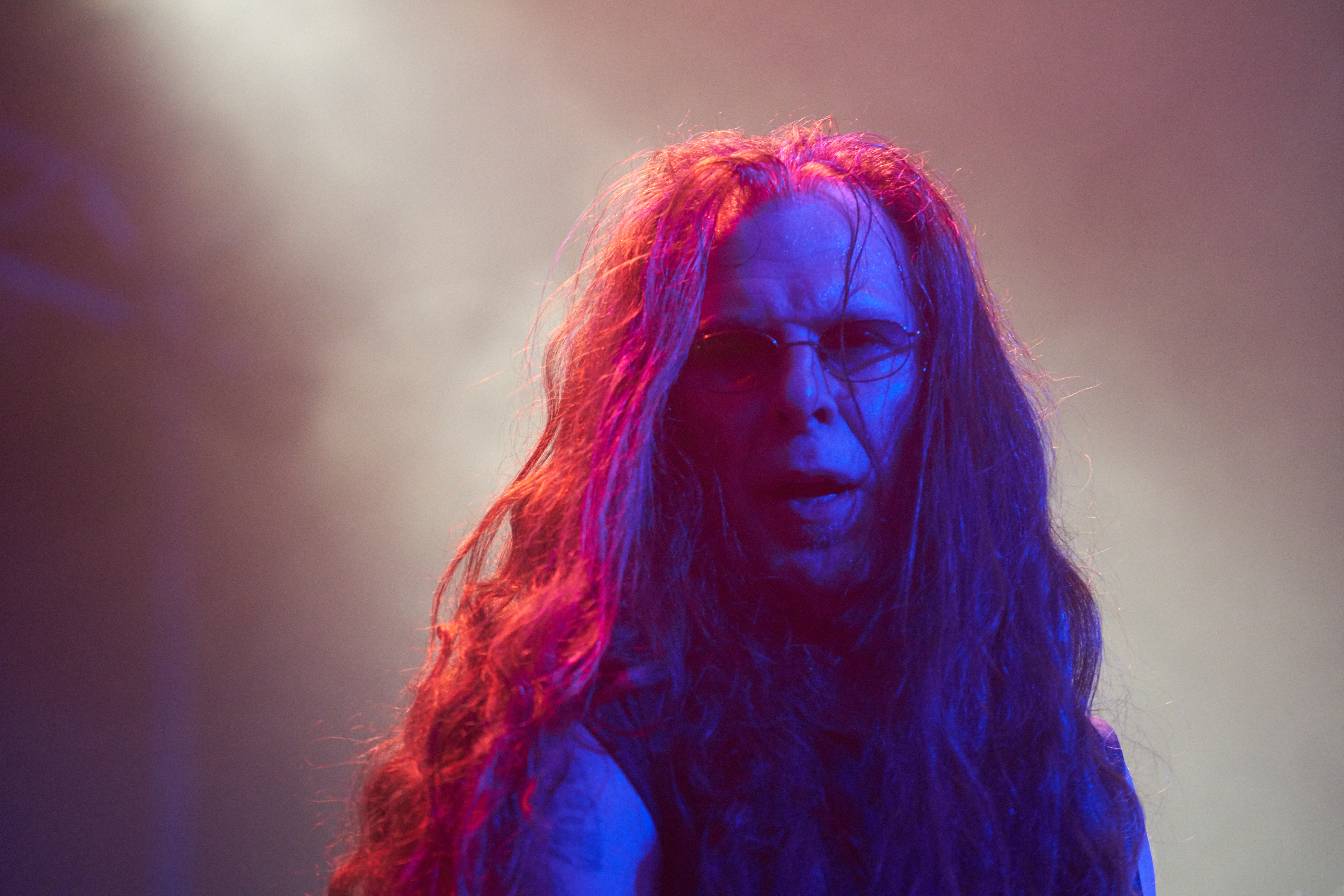
Victor Griffin trat 2005 mit Place of Skulls als Headliner des Doom Shall Rise III in Erscheinung

Als Hauptattraktionen traten indes traditionelle amerikanische Doom-Bands, mit prominenter Besetzung in Erscheinung. So wurden Place of Skulls des Pentagram-Gitarristen Victor Griffin 2005, die gemeinsam vom Trouble-Bassisten Ron Holzner und dem Saint-Vitus-Gitarristen Dave Chandler gegründeten Debris Inc. 2006 und The Gates of Slumber 2007 als Hauptattraktionen gebucht.

### Pause und Wiederaufnahme – Doom Shall Rise VI und VII
Im Jahr 2008 fand das Festival nicht statt. Das Ausbleiben der Veranstaltung ging auf Hellwegs Initiative zurück, wurde als Pause angekündigt und von Hellweg wie folgt begründet:

„Mir war beim letzten DSR aufgefallen, dass alles so normal war, dass die Leute da waren, weil man halt immer kommt und es fehlte irgendwie dieses Knistern, diese Magie, die für mich bisher immer der Lohn für die Arbeit war. Irgendwie hat es den Leuten sicher Spaß gemacht. Aber diese Glückseeligkeit[sic!], die den Leuten bisher im Gesicht stand, die hat mir gefehlt. Da hab ich mir gesagt nee, so nicht und eben auf diese Pause bestanden.“

Das sechste Doom Shall Rise fand sodann 2009 statt. Das Organisationsteam erhöhte den Kartenverkauf, behielt die weiteren Modalitäten der Veranstaltung hingegen 2009 und 2010 bei. Mit Wino und Iron Man wurden erneut populäre Interpreten der amerikanischen Doom-Szene als Hauptgruppen gebucht. Allerdings sagte Iron Man zwei Tage vor der Veranstaltung ihre Teilnahme ab, da die Musiker die Kosten des Flugs nicht tragen konnten. An die Stelle von Iron Man trat kurzfristig die Band des Mitorganisators Fopp Mirror of Deception zum vierten Mal als Gruppe auf.
Während sich in dieser Zeit große Musikzeitschriften wie der Metal Hammer der Veranstaltung mit Berichten zuwandten, wurde seit der Wiederaufnahme des Festivals Kritik an einer angenommenen Kommerzialisierung des Festivals und seiner Begleitumstände geäußert.

### Erneute Pause und Abschiedsveranstaltung – Doom Shall Rise VIII
Nach einer privat bedingten Pause von zwei Jahren, die für Gerüchte um ein Ende des Doom Shall Rise sorgte, planten Fopp und Hellweg für April 2013 ein weiteres Festival. Anfangs war geplant, „die Szene lebendiger denn je“ darzustellen, sodass nur erstmals gebuchte Interpreten auftraten. Zum ersten April 2013 verkündigte das Organisationsteam, dass dies das letzte Doom Shall Rise werden sollte. Fopp und Hellweg erläutern das Ende des Festivals als bewusste Entscheidung im Zusammenhang mit privaten und szenespezifischen Entwicklungen. So erläuterten sie 2013, es gäbe eine „unüberschaubare Zahl an neuen Bands in aller Welt, andere Festivals,“ die dem Beispiel des Doom Shall Rise gefolgt seien sowie „eine zunehmende Kommerzialisierung der Szene“, welche den eigenen Interessen entgegenstünde.

„Also ich sehe jetzt kein Problem mit den ganzen kleineren [Festival-]Geschichten die überall stattfinden. Europaweit passiert wirklich eine tolle Entwicklung. Es ist toll für die Bands, es ist toll für die Szene. Aber gerade in Deutschland ist die Situation einfach schwieriger geworden. Es bewegt sich mittlerweile auf einem anderen Niveau. Und es ist nicht mehr so einfach an die Bands heranzukommen, weil oft ein Management oder Booker dazwischen sitzt. Wir können nicht mehr auf die Art und Weise verhandeln, wie es für uns notwendig wäre. Diese Form der Kommerzialisierung gab es bereits schon in vielen Szenen, wie zum Beispiel im Death Metal Anfang der Neunziger.“

Als Headliner trat die schwedische Stoner-Doom-Band Goatess auf. Im Anschluss an den Auftritt der Gruppe kamen mehrere anwesende Musiker, darunter die beiden Mitveranstalter Fopp und Hellweg auf die Bühne und spielten zum Abschluss des Festivals den Black-Sabbath-Titel Black Sabbath. Beteiligt waren neben den Gitarristen Fopp und Hellweg die Sänger Christian „Chritus“ Linderson von Goatess, Lord Vicar, Count Raven, Luther „Finlay“ Veldmark von Hooded Priest und Witchsmeller Pursuivant, der Bassist Tommy „Wilbur“ Erikson von Count Raven und Semlah sowie der Schlagzeuger „Kenta“ von Goatess und Hexenhammer.

## Chronologie der Interpreten beim Doom Shall Rise
Die folgende Tabelle beinhaltet alle acht Festival-Veranstaltungen. Die Auftritte sind, vom ersten bis zum siebten Doom Shall Rise, nach Tagen unterteilt. Die Band sind in der angekündigten Auftrittsreihenfolge gelistet. Die als Headliner des jeweiligen Tages angekündigten oder aufgetretenen Gruppen sind fett markiert. Zu den Interpreten werden die Herkunftsnation sowie der präsentierte Musikstil angegeben. Nicht aufgelistet sind Gruppen wie Reverend Bizarre 2007, Warning 2009 oder Orodruin und Argus 2010 die noch im Vorlauf zum Festival ihre Teilnahme abgesagt haben.
Alle Spalten der Tabelle sind über einen Klick auf den Spaltentitel sortierbar, womit die Tabelle zuzüglich nach Auftrittsreihenfolge, Interpret, Stil und Herkunft geordnet betrachtet werden kann. Bei einer Sortierung nach Auftrittsreihenfolge werden aufgetretene Headliner ans Ende der Tabelle gestellt, während ausgefallene Interpreten am Anfang der Tabelle stehen.
| Festivaltitel        | Veranstaltungstag        | Auftritts-Reihenfolge | Name des Interpreten        | Präsentierter Musikstil | Herkunft des Interpreten |
| -------------------- | ------------------------ | --------------------- | --------------------------- | ----------------------- | ------------------------ |
| Doom Shall Rise      | Freitag, 7. Februar 2003 | 1.                    | Doomshine                   | Epic Doom               | Deutschland              |
| Doom Shall Rise      | Freitag, 7. Februar 2003 | 2.                    | Dreaming                    | Doom Metal              | Deutschland              |
| Doom Shall Rise      | Freitag, 7. Februar 2003 | 3.                    | Forsaken                    | Epic Doom               | Malta                    |
| Doom Shall Rise      | Freitag, 7. Februar 2003 | 4.                    | Mirror of Deception         | Doom Metal              | Deutschland              |
| Doom Shall Rise      | Freitag, 7. Februar 2003 | 5.                    | Semlah                      | Doom Metal              | Schweden                 |
| Doom Shall Rise      | Freitag, 7. Februar 2003 | 6.                    | Thunderstorm                | Epic Doom               | Italien                  |
| Doom Shall Rise      | Samstag, 8. Februar 2003 | 1.                    | Tollwuet                    | Sludge                  | Schweiz                  |
| Doom Shall Rise      | Samstag, 8. Februar 2003 | 2.                    | Weed in the Head            | Stoner Doom             | Deutschland              |
| Doom Shall Rise      | Samstag, 8. Februar 2003 | 3.                    | Wytchcraft                  | Epic Doom               | Deutschland              |
| Doom Shall Rise      | Samstag, 8. Februar 2003 | 4.                    | Voodooshock                 | Doom Metal              | Deutschland              |
| Doom Shall Rise      | Samstag, 8. Februar 2003 | 5.                    | Dawn of Winter              | Doom Metal              | Deutschland              |
| Doom Shall Rise      | Samstag, 8. Februar 2003 | 6.                    | Officium Triste             | Gothic Metal            | Niederlande              |
| Doom Shall Rise      | Samstag, 8. Februar 2003 | 7.                    | Well of Souls               | Epic Doom               | Deutschland              |
| Doom Shall Rise      | Samstag, 8. Februar 2003 | 8.                    | Subversion                  | Sludge                  | Deutschland              |
| Doom Shall Rise      | Samstag, 8. Februar 2003 | 9.                    | Reverend Bizarre            | Doom Metal              | Finnland                 |
| Doom Shall Rise      | Samstag, 8. Februar 2003 | 10.                   | Revelation                  | Doom Metal              | Vereinigte Staaten       |
| Doom Shall Rise II   | Freitag, 2. April 2004   | 1.                    | The Doomsday Cult           | Doom Metal              | Schweden                 |
| Doom Shall Rise II   | Freitag, 2. April 2004   | 2.                    | Spancer                     | Sludge                  | Deutschland              |
| Doom Shall Rise II   | Freitag, 2. April 2004   | 3.                    | Wall of Sleep               | Stoner Doom             | Ungarn                   |
| Doom Shall Rise II   | Freitag, 2. April 2004   | 4.                    | Pantheist                   | Funeral Doom            | Belgien                  |
| Doom Shall Rise II   | Freitag, 2. April 2004   | 5.                    | While Heaven Wept           | Epic Doom               | Vereinigte Staaten       |
| Doom Shall Rise II   | Freitag, 2. April 2004   | 6.                    | Penance                     | Doom Metal              | Vereinigte Staaten       |
| Doom Shall Rise II   | Samstag, 3. April 2004   | 1.                    | Orodruin                    | Doom Metal              | Vereinigte Staaten       |
| Doom Shall Rise II   | Samstag, 3. April 2004   | 2.                    | Drecksau                    | Sludge                  | Deutschland              |
| Doom Shall Rise II   | Samstag, 3. April 2004   | 3.                    | Northwinds                  | Doom Metal              | Frankreich               |
| Doom Shall Rise II   | Samstag, 3. April 2004   | 4.                    | Shepherd                    | Doom Metal              | Deutschland              |
| Doom Shall Rise II   | Samstag, 3. April 2004   | 5.                    | Spiritus Mortis             | Epic Doom               | Finnland                 |
| Doom Shall Rise II   | Samstag, 3. April 2004   | 6.                    | Thee Plague of Gentlemen    | Sludge                  | Belgien                  |
| Doom Shall Rise II   | Samstag, 3. April 2004   | 7.                    | Mourning Beloveth           | Death Doom              | Irland                   |
| Doom Shall Rise II   | Samstag, 3. April 2004   | 8.                    | Count Raven                 | Doom Metal              | Schweden                 |
| Doom Shall Rise III  | Freitag, 15. April 2005  | 1.                    | Lahar                       | Doom Metal              | Niederlande              |
| Doom Shall Rise III  | Freitag, 15. April 2005  | 2.                    | Well of Souls               | Epic Doom               | Deutschland              |
| Doom Shall Rise III  | Freitag, 15. April 2005  | 3.                    | The River                   | Doom Metal              | England                  |
| Doom Shall Rise III  | Freitag, 15. April 2005  | 4.                    | Mirror of Deception         | Doom Metal              | Deutschland              |
| Doom Shall Rise III  | Freitag, 15. April 2005  | 5.                    | Warning                     | Epic Doom               | England                  |
| Doom Shall Rise III  | Freitag, 15. April 2005  | 6.                    | Thunderstorm                | Epic Doom               | Italien                  |
| Doom Shall Rise III  | Samstag, 16. April 2005  | 1.                    | Gorilla Monsoon             | Stoner Doom             | Deutschland              |
| Doom Shall Rise III  | Samstag, 16. April 2005  | 2.                    | Rising Dust                 | Stoner Doom             | Frankreich               |
| Doom Shall Rise III  | Samstag, 16. April 2005  | 3.                    | Burning Saviours            | Doom Metal              | Schweden                 |
| Doom Shall Rise III  | Samstag, 16. April 2005  | 4.                    | The Gates of Slumber        | Doom Metal              | Vereinigte Staaten       |
| Doom Shall Rise III  | Samstag, 16. April 2005  | 5.                    | Beyond Belief               | Death Doom              | Niederlande              |
| Doom Shall Rise III  | Samstag, 16. April 2005  | 6.                    | Isole                       | Epic Doom               | Schweden                 |
| Doom Shall Rise III  | Samstag, 16. April 2005  | 7.                    | Pale Divine                 | Doom Metal              | Vereinigte Staaten       |
| Doom Shall Rise III  | Samstag, 16. April 2005  | 8.                    | Mar de Grises               | Death Doom              | Chile                    |
| Doom Shall Rise III  | Samstag, 16. April 2005  | 9.                    | Place of Skulls             | Doom Metal              | Vereinigte Staaten       |
| Doom Shall Rise IV   | Freitag, 31. März 2006   | Ausgefallen           | Low Man’s Tune              | Sludge                  | Deutschland              |
| Doom Shall Rise IV   | Freitag, 31. März 2006   | 2.                    | Iron Hearse                 | Doom Metal              | England                  |
| Doom Shall Rise IV   | Freitag, 31. März 2006   | 3.                    | Ahab                        | Funeral Doom            | Deutschland              |
| Doom Shall Rise IV   | Freitag, 31. März 2006   | 4.                    | Dantesco                    | Epic Doom               | Puerto Rico              |
| Doom Shall Rise IV   | Freitag, 31. März 2006   | 5.                    | Dawn of Winter              | Doom Metal              | Deutschland              |
| Doom Shall Rise IV   | Freitag, 31. März 2006   | 6.                    | Solitude Aeturnus           | Epic Doom               | Vereinigte Staaten       |
| Doom Shall Rise IV   | Freitag, 31. März 2006   | 7.                    | Versus the Stillborn-Minded | Sludge                  | Deutschland              |
| Doom Shall Rise IV   | Samstag, 1. April 2006   | 1.                    | Doomraiser                  | Doom Metal              | Italien                  |
| Doom Shall Rise IV   | Samstag, 1. April 2006   | 2.                    | Beehoover                   | Stoner Doom             | Deutschland              |
| Doom Shall Rise IV   | Samstag, 1. April 2006   | 3.                    | Heavy Lord                  | Sludge                  | Niederlande              |
| Doom Shall Rise IV   | Samstag, 1. April 2006   | 4.                    | Glow                        | Doom Metal              | Spanien                  |
| Doom Shall Rise IV   | Samstag, 1. April 2006   | 5.                    | Bunkur                      | Drone Doom              | Niederlande              |
| Doom Shall Rise IV   | Samstag, 1. April 2006   | 6.                    | Jack Frost                  | Gothic Metal            | Österreich               |
| Doom Shall Rise IV   | Samstag, 1. April 2006   | 7.                    | Against Nature              | Doom Metal              | Vereinigte Staaten       |
| Doom Shall Rise IV   | Samstag, 1. April 2006   | 8.                    | Veni Domine                 | Epic Doom               | Schweden                 |
| Doom Shall Rise IV   | Samstag, 1. April 2006   | 9.                    | Debris Inc.                 | Doom Metal              | Vereinigte Staaten       |
| Doom Shall Rise V    | Freitag, 27. April 2007  | 1.                    | Low Man’s Tune              | Sludge                  | Deutschland              |
| Doom Shall Rise V    | Freitag, 27. April 2007  | 2.                    | My Shameful                 | Funeral Doom            | Finnland                 |
| Doom Shall Rise V    | Freitag, 27. April 2007  | 3.                    | Mael Mórdha                 | Death Doom              | Irland                   |
| Doom Shall Rise V    | Freitag, 27. April 2007  | 4.                    | Memory Garden               | Epic Doom               | Schweden                 |
| Doom Shall Rise V    | Freitag, 27. April 2007  | 5.                    | Earthride                   | Doom Metal              | Vereinigte Staaten       |
| Doom Shall Rise V    | Freitag, 27. April 2007  | 6.                    | Forsaken                    | Epic Doom               | Malta                    |
| Doom Shall Rise V    | Samstag, 28. April 2007  | 1.                    | The Last Supper             | Stoner Doom             | Deutschland              |
| Doom Shall Rise V    | Samstag, 28. April 2007  | 2.                    | Centurions Ghost            | Sludge                  | England                  |
| Doom Shall Rise V    | Samstag, 28. April 2007  | 3.                    | Serpentcult                 | Doom Metal              | Belgien                  |
| Doom Shall Rise V    | Samstag, 28. April 2007  | 4.                    | Stereochrist                | Doom Metal              | Ungarn                   |
| Doom Shall Rise V    | Samstag, 28. April 2007  | 5.                    | Our Survival Depends on Us  | Sludge                  | Österreich               |
| Doom Shall Rise V    | Samstag, 28. April 2007  | 6.                    | Faith                       | Epic Doom               | Schweden                 |
| Doom Shall Rise V    | Samstag, 28. April 2007  | 7.                    | Dreaming                    | Doom Metal              | Deutschland              |
| Doom Shall Rise V    | Samstag, 28. April 2007  | 8.                    | Officium Triste             | Gothic Metal            | Niederlande              |
| Doom Shall Rise V    | Samstag, 28. April 2007  | 9.                    | Mirror of Deception         | Doom Metal              | Deutschland              |
| Doom Shall Rise V    | Samstag, 28. April 2007  | 10.                   | The Gates of Slumber        | Doom Metal              | Vereinigte Staaten       |
| Doom Shall Rise VI   | Freitag, 17. April 2009  | 1.                    | Extorian                    | Epic Doom               | Deutschland              |
| Doom Shall Rise VI   | Freitag, 17. April 2009  | 2.                    | Lord of the Grave           | Stoner Doom             | Schweiz                  |
| Doom Shall Rise VI   | Freitag, 17. April 2009  | Ausgefallen           | Shever                      | Sludge                  | Schweiz                  |
| Doom Shall Rise VI   | Freitag, 17. April 2009  | 4.                    | Reino Ermitaño              | Doom Metal              | Peru                     |
| Doom Shall Rise VI   | Freitag, 17. April 2009  | 5.                    | Griftegård                  | Epic Doom               | Schweden                 |
| Doom Shall Rise VI   | Freitag, 17. April 2009  | 6.                    | Pagan Altar                 | Doom Metal              | England                  |
| Doom Shall Rise VI   | Freitag, 17. April 2009  | 7.                    | Revelation                  | Doom Metal              | Vereinigte Staaten       |
| Doom Shall Rise VI   | Samstag, 18. April 2009  | 1.                    | Procession                  | Epic Doom               | Chile                    |
| Doom Shall Rise VI   | Samstag, 18. April 2009  | 2.                    | Syrach                      | Death Doom              | Norwegen                 |
| Doom Shall Rise VI   | Samstag, 18. April 2009  | 3.                    | Tortured Spirit             | Doom Metal              | Deutschland              |
| Doom Shall Rise VI   | Samstag, 18. April 2009  | 4.                    | Black Shape of Nexus        | Drone Doom              | Deutschland              |
| Doom Shall Rise VI   | Samstag, 18. April 2009  | 5.                    | The Lamp of Thoth           | Doom Metal              | England                  |
| Doom Shall Rise VI   | Samstag, 18. April 2009  | 6.                    | Semlah                      | Doom Metal              | Schweden                 |
| Doom Shall Rise VI   | Samstag, 18. April 2009  | 7.                    | Omega Massif                | Post-Metal              | Deutschland              |
| Doom Shall Rise VI   | Samstag, 18. April 2009  | 8.                    | Voodooshock                 | Doom Metal              | Deutschland              |
| Doom Shall Rise VI   | Samstag, 18. April 2009  | 9.                    | Lord Vicar                  | Doom Metal              | Finnland                 |
| Doom Shall Rise VI   | Samstag, 18. April 2009  | 10.                   | Wino                        | Doom Metal              | Vereinigte Staaten       |
| Doom Shall Rise VII  | Freitag, 9. April 2010   | 1.                    | Seamount                    | Doom Metal              | Deutschland              |
| Doom Shall Rise VII  | Freitag, 9. April 2010   | 2.                    | Garden of Worm              | Doom Metal              | Finnland                 |
| Doom Shall Rise VII  | Freitag, 9. April 2010   | 3.                    | The 11th Hour               | Death Doom              | Niederlande              |
| Doom Shall Rise VII  | Freitag, 9. April 2010   | 4.                    | Isole                       | Epic Doom               | Schweden                 |
| Doom Shall Rise VII  | Freitag, 9. April 2010   | 5.                    | 40 Watt Sun                 | Epic Doom               | England                  |
| Doom Shall Rise VII  | Freitag, 9. April 2010   | 6.                    | Mourning Beloveth           | Death Doom              | Irland                   |
| Doom Shall Rise VII  | Samstag, 10. April 2010  | 1.                    | Caliophis                   | Death Doom              | Deutschland              |
| Doom Shall Rise VII  | Samstag, 10. April 2010  | 2.                    | Shever                      | Sludge                  | Schweiz                  |
| Doom Shall Rise VII  | Samstag, 10. April 2010  | 3.                    | Unsilence                   | Death Doom              | England                  |
| Doom Shall Rise VII  | Samstag, 10. April 2010  | 4.                    | Kodiak                      | Drone Doom              | Deutschland              |
| Doom Shall Rise VII  | Samstag, 10. April 2010  | 5.                    | Rituals of the Oak          | Doom Metal              | Australien               |
| Doom Shall Rise VII  | Samstag, 10. April 2010  | 6.                    | Nomad Son                   | Epic Doom               | Malta                    |
| Doom Shall Rise VII  | Samstag, 10. April 2010  | 7.                    | Doomshine                   | Epic Doom               | Deutschland              |
| Doom Shall Rise VII  | Samstag, 10. April 2010  | 8.                    | Magma Rise                  | Doom Metal              | Ungarn                   |
| Doom Shall Rise VII  | Samstag, 10. April 2010  | 9.                    | Jex Thoth                   | Doom Metal              | Vereinigte Staaten       |
| Doom Shall Rise VII  | Samstag, 10. April 2010  | Ausgefallen           | Iron Man                    | Doom Metal              | Vereinigte Staaten       |
| Doom Shall Rise VII  | Samstag, 10. April 2010  | 10.                   | Mirror of Deception         | Doom Metal              | Deutschland              |
| Doom Shall Rise VIII | Freitag, 26. April 2013  | 1.                    | Petrified                   | Doom Metal              | Deutschland              |
| Doom Shall Rise VIII | Freitag, 26. April 2013  | 2.                    | Victims of Creation         | Funeral Doom            | Malta                    |
| Doom Shall Rise VIII | Freitag, 26. April 2013  | 3.                    | Serpent Venom               | Doom Metal              | England                  |
| Doom Shall Rise VIII | Freitag, 26. April 2013  | 4.                    | Sideburn                    | Stoner Doom             | Schweden                 |
| Doom Shall Rise VIII | Freitag, 26. April 2013  | 5.                    | Ereb Altor                  | Epic Doom               | Schweden                 |
| Doom Shall Rise VIII | Freitag, 26. April 2013  | 6.                    | In-Graved                   | Doom Metal              | Vereinigte Staaten       |
| Doom Shall Rise VIII | Samstag, 27. April 2013  | 1.                    | Mountain Throne             | Epic Doom               | Deutschland              |
| Doom Shall Rise VIII | Samstag, 27. April 2013  | 2.                    | Phased                      | Stoner Doom             | Schweiz                  |
| Doom Shall Rise VIII | Samstag, 27. April 2013  | 3.                    | Griffin Device              | Stoner Doom             | Malta                    |
| Doom Shall Rise VIII | Samstag, 27. April 2013  | 4.                    | Midryasi                    | Doom Metal              | Italien                  |
| Doom Shall Rise VIII | Samstag, 27. April 2013  | 5.                    | Spirit Descent              | Epic Doom               | Deutschland              |
| Doom Shall Rise VIII | Samstag, 27. April 2013  | 6.                    | Shattered Hope              | Funeral Doom            | Griechenland             |
| Doom Shall Rise VIII | Samstag, 27. April 2013  | 7.                    | Naevus                      | Doom Metal              | Deutschland              |
| Doom Shall Rise VIII | Samstag, 27. April 2013  | 8.                    | Magma Rise                  | Doom Metal              | Ungarn                   |
| Doom Shall Rise VIII | Samstag, 27. April 2013  | 9.                    | Ophis                       | Death Doom              | Deutschland              |
| Doom Shall Rise VIII | Samstag, 27. April 2013  | 10.                   | Goatess                     | Stoner Doom             | Schweden                 |